# سيمون بيتن جونز
سيمون بيتن جونز (بالإنجليزية: Simon Peyton Jones)‏ هو عالم حاسوب بريطاني، ولد في 18 يناير 1958 في جنوب أفريقيا.

## وصلات خارجية
- الموقع الرسمي